# Драганић
Драганић (до 1991. године Драганићи) је насељено место и седиште општине у Карловачкој жупанији, Република Хрватска.

## Историја
До територијалне реорганизације у Хрватској налазио се у саставу бивше велике општине Карловац.

## Становништво
На попису становништва 2011. године, општина, одн. насељено место Драганић је имала 2.741 становника.

## Попис 1991.
На попису становништва 1991. године, насељено место Драганићи је имало 400 становника, следећег националног састава:
| Попис 1991.‍ | Попис 1991.‍ | Попис 1991.‍ | Попис 1991.‍ | Попис 1991.‍ |
| ----------- | ----------- | ----------- | ----------- | ----------- |
|             |             |             |             |             |
| Хрвати      | Хрвати      |             | 370         | 92,50%      |
| Југословени | Југословени |             | 6           | 1,50%       |
| Срби        | Срби        |             | 5           | 1,25%       |
| непознато   | непознато   |             | 19          | 4,75%       |
| укупно: 400 |             |             |             |             |